# Église de la Sainte-Croix de Kuusamo
L’église de la Sainte-Croix (finnois : Pyhän Ristin kirkko) est une église luthérienne construite à Kuusamo en Finlande.

## Description
L'édifice a 40 mètres de longueur et 18,5 mètres de hauteur. 
Il offre 800 places.